# Itzy
Itzy (кор. 있지; яп. イッチ; стилізується як ITZY; читається як Ітзі / Ітчі) — південнокорейський жіночий гурт, сформований в 2019 році компанією JYP Entertainment. Колектив складається з п'яти учасниць: Єджі, Ліа, Рюджін, Черьон та Юни. Дебют гурту відбувся 12 лютого 2019 року із сингл-альбомом It'z Different.

## Кар'єра

### До дебюту
Вперше інформація про дебют нового жіночого гурту JYP Entertainment з'явилася в 2017 році. У 2018 році з'явилися чутки про те, що до складу майбутнього колективу увійдуть вже раніше відомі публіці трейні агентства: Чон Сомі і Сін Рюджін. Проте 20 серпня 2018 року Сомі покинула JYP Entertainment. У той же день компанія офіційно підтвердила, що Рюджін стане однією з учасниць майбутнього колективу. Сін Рюджін була відома завдяки участі у мініфільмі BTS у 2017 році. Пізніше вона брала участь в реаліті-шоу Mix Nine, де посіла перше місце серед дівчат.
В 2015 році Лі Черьон разом зі своєю сестрою Чейон брала участь в реаліті-шоу Sixteen від JYP Entertainment, за результатами якого було сформовано гурт Twice, проте їм не вдалось потрапити до його складу. У 2017 році Чейон покинула JYPE і пізніше дебютувала як учасниця IZ*ONE, тоді як Черьон продовжила стажування.
Єджі до стажування була учасницею танцювальної групи «Blue Rump». У якості трейні брала участь в пре-дебютному шоу талантів для стажерів SBS The Fan. Була представлена на шоу Лі Чунхо з 2PM як видатна трейні JYP.
Ліа у віці 14 років успішно пройшла прослуховування в SM Entertainment, проте була вимушена відмовитись від подальшої співпраці з агентством через наполягання батьків. Згодом, в 2017 році, вона пройшла прослуховування в JYP Entertainment і була трейні допоки не дебютувала у складі Itzy.
Юна, наймолодша серед учасниць, також знімалася в кліпі BTS разом з Рюджін, брала участь в реаліті-шоу Stray Kids в складі предебютной жіночої команди JYP разом з Рюджін, Черьон і Єджі.

### 2019: Дебют зIT'z DifferentтаIt'z Icy
21 січня 2019 року JYP Entertainment анонсували дебют нового гурту, що стане першим дівочим гуртом після дебюту Twice у 2015 і першим ідол-гуртом після дебюту Stray Kids у 2017 взагалі. У той же день на YouTube каналі було опубліковано пролог-фільм, в якому були показані учасниці нового гурту. Тижнем раніше було підтверджено, що дебютний кліп вже повністю відзнятий. Крім групових та індивідуальних тизер-фото були опубліковані відеоролики майбутнього кліпу.

11 лютого в опівночі по корейському часу відбулася прем'єра відеокліпу «달라 달라» (Dalla Dalla). За першу добу перегляди склали понад 13,9 мільйона, а кількість вподобайок перевищила позначку в 880 401 тисяч, що стало рекордом серед дебютних корейських відеокліпів за весь час. Офіційний реліз сингл-альбому під назвою IT'z Different відбувся 12 лютого, в той же день був проведений дебютний шоукейс. 14 лютого відбувся дебютний виступ на музичному шоу M Countdown. Через тиждень, 21 лютого гурт переміг на цьому ж музичному шоу, для чого їм знадобилося всього 9 днів з моменту дебюту, що є рекордом серед жіночих гуртів.

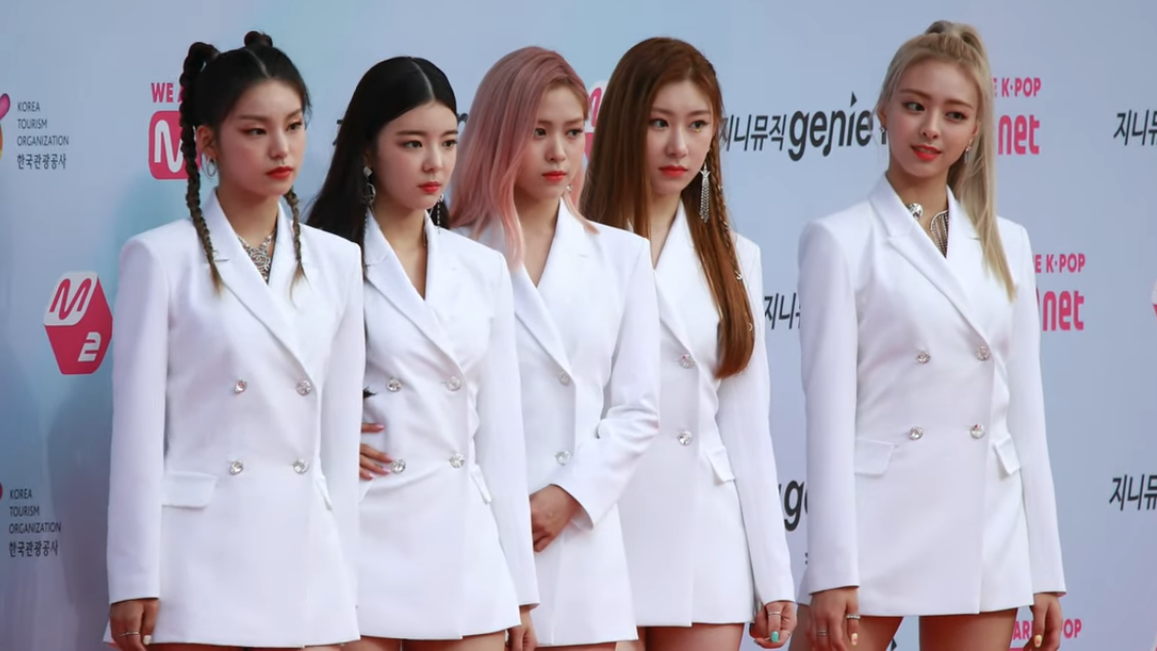
ITZY у серпні 2019 року

У травні стало відомо, що гурт готується до літнього повернення, проте, за словами JYP, дата не була остаточно затверджена. 8 липня було оголошено офіційне ім'я фандому — MIDZY; назва є грою слів Itzy і корейського слова «вірити», що означає «Itzy довіряють тільки MIDZY».
29 липня відбувся реліз першого мініальбому It'z Icy з заголовним синглом «Icy». Пісня «Icy» мала шалений успіх на музичних шоу, отримавши 12 нагород загалом, включно з «тройною короною» на шоу Show Champion. 22 вересня JYPE оголосили шоукейс-тур Itzy під назвою «Itzy Premiere Showcase Tour „Itzy? Itzy!“». 2 листопада в Джакарті стартував тур, який потім пройде в різних містах Азії в кінці 2019 року, після чого в січні 2020 року гурт відправиться в США з п'ятьма концертами.
У листопаді кількість стрімів пісні «Dalla Dalla» перевищила 100 мільйонів на Gaon Music Chart. Це була перша дебютна пісня гурту, що отримала платиновий сертифікат Корейської асоціації музичного контенту (KMCA) з моменту введення сертифікації в квітні 2018 року. Сингл також зайняв 8-е місце в списку «20 кращих пісень K-pop 2019 року» від Dazed, в якому говорилося, що група «тримає руку на кермі, використовуючи забавні дотику навіть у візуальному і звуковому хаосі, що відбувається навколо» і «ті, які дають K-pop нове завантаження». Музичні кліпи «Dalla Dalla» і «Icy» увійшли до списку найбільш популярних музичних кліпів Південної Кореї на YouTube під номерами 2 і 7. В кінці року група отримала кілька нагород в категорії «Новий кращий жіночий артист», включаючи Melon Music Awards і Mnet Asian Music Awards.

### 2020: Північноамериканський тур,It'z MeіNot Shy
З 17 січня 2020 року гурт провів низку концертів у США, починаючи з Лос-Анджелеса.
9 березня Itzy випустили другий мініальбом It'z Me з заголовним синглом «Wannabe».
17 серпня група випустила третій мініальбом Not Shy з однойменною заголовних треком.

### 2021:Guess Who, японський дебют таCrazy in Love
20 березня Itzy випустили цифровий сингл «Trust Me (Midzy)», який присвятили фанатам.
30 квітня гурт випустив свій четвертий мініальбом Guess Who з головним синглом «In the Morning». Мініальбом увійшов у американський чарт Billboard 200 і посів 148 місце, що стало першою появою гурту у цьому чарті. Англійська версія пісні «In the Morning» вийшла 14 травня. 
1 липня Itzy, спільно з корейською гумористкою і співачкою Другою Тітонькою Кім Даві (Кім Сінйон), записали сингл під назвою «Break Ice». 
1 вересня було анонсовано, що Itzy дебютують в Японії під лейблом Warner Japan з мініальбомом What'z Itzy. 24 вересня вийшов перший повноформатний альбом Crazy in Love з головним синглом «Loco». Альбом дебютував на 11 місці у чарті Billboard 200, що стало новим рекордом для гурту.

### 2022: Перший світовий тур «Checkmate» та нові релізи
10 лютого 2022 року видання Billboard повідомило, що Republic Records та JYP Entertainment додали Itzy до їхньої партнерської угоди, яка до того моменту включала лише гурт Twice.
6 квітня Itzy випустили свій перший японський сингл «Voltage».
15 липня вийшов п'ятий мініальбом Itzy Checkmate з головним синглом «Sneakers». Також було анонсовано, що гурт вирушить у свій перший світовий тур під назвою «Checkmate». Перші концерти заплановані на 6 та 7 серпня у Сеулі.
5 жовтня Itzy випустили свій другий японський сингл «Blah Blah Blah», 21 жовтня — свій перший англійський сингл «Boys Like You». 30 листопада Itzy випустили свій шостий мініальбом Cheshire з однойменним головним синглом.

### 2023:Kill My Doubtі перший японський альбомRingo
Взимку 2023 року Itzy завершили свій перший світовий тур «Checkmate».
31 липня Itzy випустили свій мініальбом Kill My Doubt з заголовним треком «Cake».
18 вересня агентство повідомило, що одна з учасниць, Ліа, візьме тимчасовий відпочинок через свій психологічний стан і не братиме участь у найближчих релізах .
18 жовтня відбувся реліз першого японського повноформатного альбому Ringo з однойменним головним синглом. Також до альбому ввійшли попередні японські сингли: «Blah Blah Blah» і «Voltage».

### 2024:Born to BeтаGold

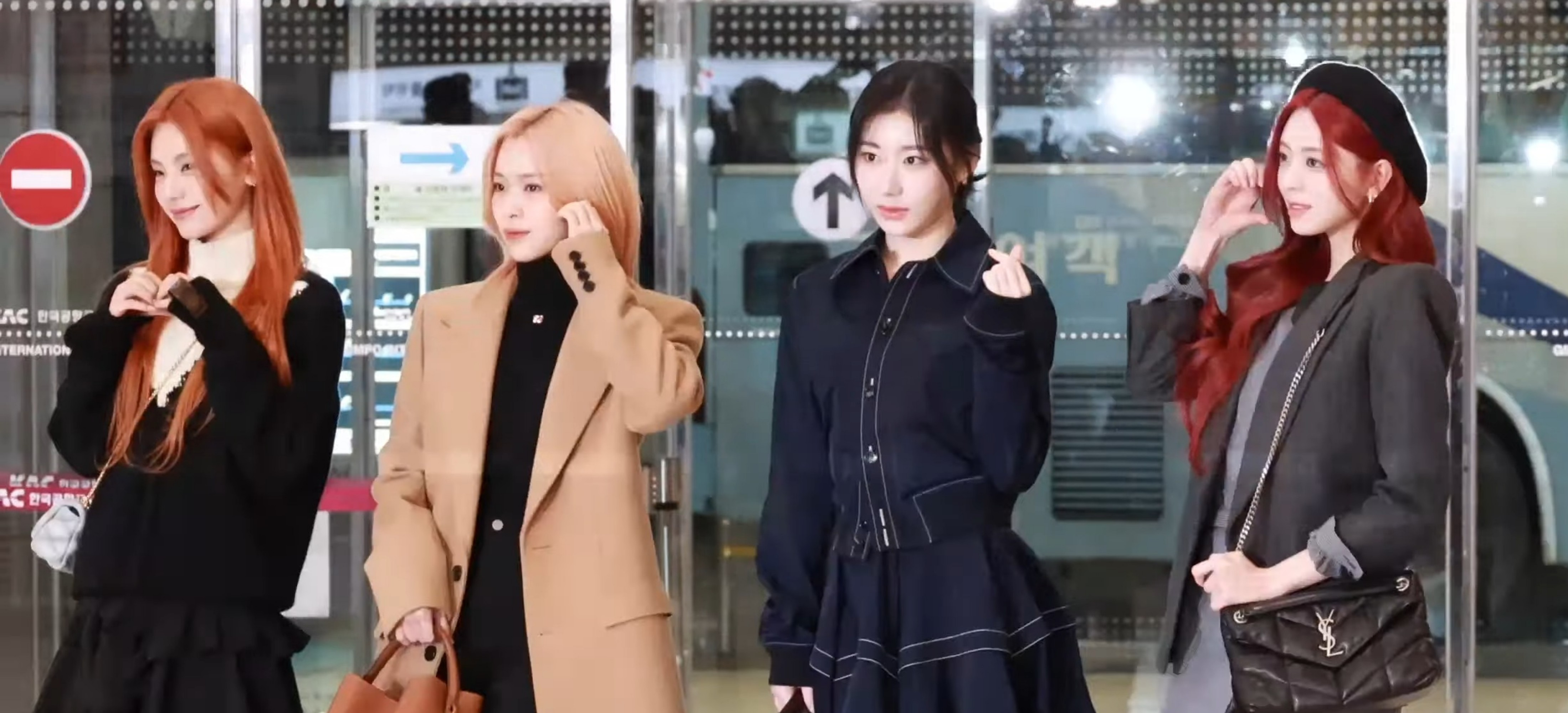
Чотири учасниці Itzy за відсутності Ліа

8 січня 2024 року Itzy випустили свій другий корейський повноформатний альбом Born to Be з заголовним треком «Untouchable». Також в альбомі були представлені власні пісні кожної з учасниць, зокрема Ліа.
25 січня Itzy анонсували свій другий світовий тур під назвою «Born to Be», в межах якого квартет виступатиме в країнах Азії, Європи, Північної Америки та інших.
15 травня вийшов третій японський сингл «Algorhythm».
8 липня агентство анонсувало повернення Ліа, проте до активностей вона повернеться лише починаючи з наступного альбому, який вийде в другій половині цього року. 
13 вересня анонсовано третій повноформатний альбом Gold, вихід якого запланований на 15 жовтня. Головними треками альбому стануть «Gold» та «Imaginary Friend». 

## Учасниці
| Сценічний псевдонім | Сценічний псевдонім | Сценічний псевдонім | Справжнє ім'я | Справжнє ім'я  | Справжнє ім'я | Дата народження           | Позиція в гурті                                               |
| Українською         | Латиницею           | Хангилем            | Українською   | Латиницею      | Хангилем      | Дата народження           | Позиція в гурті                                               |
| ------------------- | ------------------- | ------------------- | ------------- | -------------- | ------------- | ------------------------- | ------------------------------------------------------------- |
| Єджі                | Yeji                | 예지                | Хван Єджі     | Hwang Yeji     | 황예지        | 26 травня 2000 (25 років) | Лідерка, головна танцюристка, головна вокалістка, саб-реперка |
| Ліа                 | Lia                 | 리아                | Чхве Джісу    | Choi Jisu      | 최지수        | 21 липня 2000 (24 роки)   | Саб-вокалістка                                                |
| Рюджін              | Ryujin              | 류진                | Сін Рюджін    | Shin Ryujin    | 신류진        | 17 квітня 2001 (24 роки)  | Головна реперка, ведуча танцюристка, саб-вокалістка           |
| Черьон              | Chaeryeong          | 채령                | Лі Черьон     | Lee Chaeryeong | 이채령        | 5 червня 2001 (24 роки)   | Головна танцюристка, саб-вокалістка, саб-реперка              |
| Юна                 | Yuna                | 유나                | Сін Юна       | Shin Yuna      | 신유나        | 9 грудня 2003 (21 рік)    | Ведуча реперка, саб-вокалістка, ведуча танцюристка, макне     |

## Дискографія

### Повноформатні альбоми

#### Корейські
- Crazy in Love (2021)
- Born to Be (2024)

#### Японські
- Ringo (2023)

## Фільмографія

### ТВ шоу
| Рік  | Назва                                           | Дата виходу       | Примітки      |
| ---- | ----------------------------------------------- | ----------------- | ------------- |
| 2019 | Itzy? Itzy!                                     | 20 лютого 2019    | [ 58 ] [ 59 ] |
| 2019 | I See Itzy                                      | серпень 2019      | [ 60 ]        |
| 2019 | A to Z <M2 Special – Itzy Vlog> «Itzy in Paris» | 14 листопада 2019 | [ 61 ]        |
| 2019 | Itzy It'z Tourbook                              | 13 грудня 2019    | [ 62 ]        |
| 2020 | 100 Hours of Romantic Travel «Paris et Itzy»    | 21 січня 2020     | [ 63 ]        |
| 2020 | Bu: Quest of Itzy                               | 7 липня 2020      | [ 64 ]        |
| 2020 | Itzy in Korea                                   | 25 листопада 2020 | [ 65 ]        |
| 2021 | 2TZY: Hello 2021                                | 6 січня 2021      | [ 66 ]        |
| 2021 | IT'z Playtime                                   | 8 лютого 2021     | [ 67 ]        |
| 2021 | CSI: Codename Secret ITZY                       | 2 березня 2021    | [ 68 ]        |
| 2021 | CSI: Codename Secret ITZY Season 2              | 17 серпня 2021    | [ 69 ] [ 70 ] |
| 2022 | ITZY V2LOG: Hello 2022                          | 4 березня 2022    | [ 71 ]        |
| 2022 | Itzy Cozy House                                 | 4 травня 2022     | [ 72 ]        |

## Концерти та тури
- Checkmate World Tour (2022)
- Born to Be World Tour (2024)